# Vilar de Perdizes
Vilar de Perdizes ist ein Ort und eine ehemalige Gemeinde (Freguesia) im portugiesischen Kreis Montalegre. Die Gemeinde hatte 460 Einwohner (Stand 30. Juni 2011).
Am 29. September 2013 wurden die Gemeinden Vilar de Perdizes (São Miguel) und Meixide zur neuen Gemeinde União das Freguesias de Vilar de Perdizes e Meixide zusammengeschlossen.